# بروس باستيان
بروس باستيان (بالإنجليزية: Bruce Bastian)‏ هو عالم حاسوب أمريكي، ولد في 23 مارس 1948 في توين فولز في الولايات المتحدة.